# Вукманич
45°25′ пн. ш. 15°39′ сх. д. / 45.42° пн. ш. 15.65° сх. д.
Вукманич (хорв. Vukmanić) — населений пункт у Хорватії, у Карловацькій жупанії у складі міста Карловаць.

## Населення
Населення за даними перепису 2011 року становило 207 осіб.
Динаміка чисельності населення поселення: